# Shuntō
Le shuntō (春闘) est un terme japonais traduit littéralement par « lutte de printemps ». Le shuntō fait référence aux négociations entre les syndicats et les employeurs que plusieurs milliers de syndicats conduisent simultanément au début du mois de mars sur le niveau de vie, les conditions de travail et salariales.

## Histoire
Cette pratique a commencé dans les années 1940 puis s'est généralisée au milieu des années 1950, accentuée par le militantisme des travailleurs des grandes villes qui voulaient rehausser leurs revenus comparativement faibles et améliorer en même temps leurs conditions de travail.
Elle a véritablement débuté en 1955 lorsque huit organisations dans le secteur industriel, en particulier dans les secteurs ferroviaire, minier et électrotechnique, se sont unies pour négocier au printemps des revendications similaires.
Depuis sa création en 1989, c'est la confédération des syndicats, Rengō, qui fixe la hausse du salaire afin de faciliter les négociations collectives. Les négociations ont lieu en février et mars car l'année fiscale s’étend traditionnellement au Japon du 1er avril au 31 mars. Les négociations des petits syndicats débutent après que les syndicats plus grands ont terminé les leurs.
L'entrée en déflation du Japon à la fin des années 1990, doublée d'une chute du nombre de syndiqués dans les entreprises, a remis en question la valeur du shuntō et l'augmentation automatique des salaires. Les principaux syndicats de l'acier, de l'électronique et de l'industrie automotrice ont été forcés de restreindre leurs prérogatives et même d'accepter des offres nulles des employeurs. Le souci majeur des syndicats est actuellement de préserver les emplois et les salaires existants. La pression sur les travailleurs augmente donc causant de nombreux cas de karōshi et karo-jisatsu.
En mars 2015, à la suite d'une année 2014 marquée par un retour temporaire de l'inflation, Toyota a proposé à ses salariés une hausse exceptionnelle de 4 000 yens (31 euros) du salaire mensuel de base, soit une augmentation totale de 11 300 yens (88 euros) en prenant en compte les 7 300 yens (57 euros) pour les promotions et l'ancienneté (+ 3,2%, hausse la plus élevée depuis 2002). Nissan a été plus généreux, avec une augmentation de 5 000 yens (contre 3 500 yens en 2014), alors que dans le secteur de l'électronique, Hitachi, Panasonic et Toshiba ont accepté d'élever les salaires de 3 000 yens (2 000 yens en 2014). En moyenne, dans les grandes entreprises du pays, la hausse exceptionnelle a été de 2 466 yens par mois (19 euros).
Après ces importantes primes de 2015, dues à des profits historiques des entreprises japonaises, celles de 2016 ont été plus limitées, la situation économique s’étant dégradée. Toyota a décidé d'augmenter la rétribution de base de 1 500 yens (12 euros) par mois, Nissan de 3 000 yens (24 euros). Toyota verse cependant en plus une importante prime de sept mois de salaire, une variable d'ajustement moins risquée. En 2017, les hausses de salaire mensuel sont encore plus faibles : 1 300 yens pour Toyota, 1 500 yens pour Nissan, 1 000 yens pour Mitsubishi Electric et Panasonic.
En 2018, le Keidanren, la principale organisation patronale japonaise, appelle les entreprises à proposer des revalorisations de 3 % ou plus à l'occasion des négociations salariales annuelles. Chez Toyota, le syndicat des employés au Japon avait demandé une hausse moyenne du salaire de base de 3 000 yens par mois (23 euros). À l'issue des négociations, Toyota n'aurait accepté qu'une hausse légèrement supérieure à 1 300 yens (10 euros). Honda limite sa hausse du salaire mensuel de base à 1 700 yens, contre 1 600 yens en 2017, et promet des bonus équivalents à 6,2 mois de salaire. Dans l'électronique, où les syndicats négocient pour l'ensemble de la branche, la hausse sera de 1 500 yens (11,40 euros).
En 2023, les grandes entreprises japonaises ont augmenté les salaires de 3,91 % en moyenne, soit une hausse brute de 13 110 yens par mois (environ 83 euros). Cela représente la plus forte hausse depuis des décennies, dans un contexte de retour de l'inflation,.